# Ioan Piso
Ioan Piso (Petrozsény, 1944. augusztus 24. –) nemzetközi hírű román ókortörténész, régész, epigráfus, a Babeș–Bolyai Tudományegyetem egyetemi tanára.

## Életrajza
Értelmiségi család sarjaként 1944. augusztus 24 -én született a Hunyad megyei Petrozsényban. Édesapja és gimnáziumi tanára szorgalmazására korán megismerkedett az ókori kultúrák történetével és a klasszikus nyelvekkel a latinnal és a göröggel.
Középiskolai tanulmányait szülővárosában végezte. Ekkor ismerkedett meg a térségben ásató neves román ókortörténésszel és régésszel, Constantin Daicoviciuval, akinek javaslatára 1962-ben felvételizett a Babeș–Bolyai Tudományegyetem ókortörténet és régészet szakára. Kiemelkedő teljesítménye miatt, már egyetemistaként Daicoviciu munkatársa és tanársegéde lett, akinek köszönhetően 1968-1970 között Herder-ösztöndíjasként Bécsben tanult Artur Betz mellett. 1967 óta nemcsak egyetemi tanársegédként, de Daicoviciu mellett a Sarmizegetusa Regia-i lelőhely feltárásában is részt vett, majd 1973-tól mintegy negyed évszázadon át a várhelyi (Ulpia Traiana Sarmizegetusa) lelőhely ásatásvezetője volt. 1979 és 1990 között a kolozsvári egyetem Történelem Tanszékének adjunktusa. Ebben az időszakban bár számos külföldi meghívást kapott, a politikai viszonyok változása és mentora, Constantin Daicoviciu halála miatt nem tudott eleget tenni ezeknek. 1980 és 1981 között részt vett az alsókosályi (Samum) auxiliáris tábor ásatásán.
1990 után egyetemi docens, majd 1992-től az egyetem egyetemi tanára. 1990 és 1991 között a Bécsi Egyetem előadótanára. Ezzel egy időben a Carnuntum-i Iuppiter templom feliratait is kutatja. 1992 és 1996 között tanszékvezetője a kolozsvári egyetem Ókortörténet és Régészet Tanszékének. Számos külföldi tanulmányúton és kutatási projektben vett részt, többek között Kölnben, Bordeaux-ban, Párizsban és Bécsben. 1997 és 2011 között a kolozsvári Történelmi Múzeum igazgatója, mely minőségében számos politikai és közéleti kérdésben foglalt vehemensen állást, többek között ellenezve a verespataki aranybányászat újraindítását. 1998 és 2003 között tagja a Román Régészbizottságnak, majd a Román Történelmi Emlékek Bizottságának is.

## Munkássága
Legfőbb szakterülete Dacia római provincia története, latin epigráfia és római prozopográfia de jelentős tanulmányai jelentek meg a Római Birodalom társadalomtörténetéről is. A várhelyi (Ulpia Traiana Sarmizegetusa) ásatások vezetőjeként és az Inscriptiones Daciae Romanae apulumi kötetének (IDR III.5.) szerzőjeként számos tanulmánya foglalkozik a két város társadalom és politikatörténetével is. Aktív közéleti személyiségként és egyetemi tanárként az ókor és a római provincia népszerűsítésében is részt vesz.
Mintegy 140 tanulmánya és kötete jelent meg romániai és nemzetközi folyóiratokban. Számos folyóirat szerkesztője és szerkesztőbizottsági tagja.

## Magánélete
Nős, felesége Maria Piso, egy fiúgyermek édesapja. Kiváló zongorista, több nyelven (francia, német, olasz, angol, spanyol, katalán, latin) kiválóan beszél.

## Főbb művei
- Inscriptiones Daciae Romanae III 2 (Sarmizegetusa), Editura Academiei, Bucureşti 1980, 484 old. (I. I. Russu és V. Wollmann társszerzőkkel)
- Fasti provinciae Daciae I, Die senatorischen Amtsträger, Ed. Habelt, Bonn 1993, 339. old.
- Inscriptions d'Apulum (Inscriptions de la Dacie Romaine) III/5, = Mémoires de l'Académie des Inscriptions et Belles-Lettres, I-II, Ed. Frères Boccard, Paris 2001, 580 old.
- Das Heiligtum des Jupiter Optimus Maximus auf dem Pfaffenberg / Carnuntum, 1. Die Inschriften, Akademie Verlag, Wien 2003, 176 old.
- An der Nordgrenze des Römischen Reiches. Ausgewählte Studien (válogatott tanulmányok 1972-2003) = Habes 41, Steiner Verlag, Stuttgart 2005, 527 old.
- Le forum vetus de Sarmizegetusa, Editura Academiei, Bucureşti 2006, 339. old.

## Elismerései
- A Nemzetközi Latin és Görög Epigráfiai Szervezet (AIEGL) tagja 1982 óta
- A Német Régészeti Intézet levelező tagja 1993 óta
- A Société Belge d'Etudes Celtiques tiszteletbeli tagja 1993 óta
- A Société Nationale des Antiquaires de France külső tagja 1997 óta
- Az Osztrák Régészeti Intézet levelező tagja 1998 óta
- A Barcelonai Királyi Akadémia tagja 2007 óta
- Hahn István Lecturer 2010
- A román állam "Serviciu credincios" lovagkeresztjének kitüntetettje 2000-ben
- A Román Akadémia "Vasile Parvan" díjának kitüntetettje 2003-ban